# Перець кубеба
Пе́рець кубе́ба (Piper cubeba) — багаторічна рослина родини перцеві. Харчова та ефіроолійна культура, популярна спеція у тропічній та європейській кухні.

## Опис

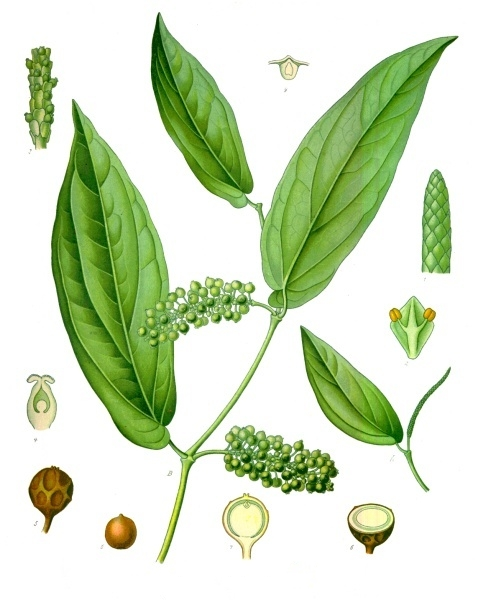
Листя та плоди перцю кубеба

В'юнкий кущ з пагонами зеленого або червонуватого кольору. Листя еліптичне, загострене, темно-зелене. Його верхній бік гладкий, на нижньому, світлішому, добре помітні жилки. Чоловічі й жіночі квітки зібрані в окремі суцвіття — сережки. Плоди надзвичайно запашні, з гострим смаком, тримаються на гілочках довше, ніж у перцю чорного. Плоди перцю кубеба також відрізняються від плодів перцю чорного морфологічно. На відміну від останнього вони мають видовжену плодоніжку, яка насправді є продовженням сережки.
Гостропекучий смак перцю кубеба не зумовлений наявністю піперина, як у перцю чорного, а кубебенів, а також великою кількістю ефірної олії. Кубебени — це сполуки, що являють собою в'язку рідину блідо-зеленого або синьо-жовтого забарвлення з теплим деревним, трохи камфорним запахом. Зокрема, представлені вони двома формами, є α- та β-кубебен, що мають молекулярну формулу C15H24. Перець кубеба має втричі більше ефірної олії за чорний перець. Якщо в чорному перці знаходиться максимум 4 %, то у кубеби — 12 %.

## Поширення
Батьківщина цієї рослини — Великі Зондські острови. Основні промислові плантації зосереджені на островах Ява, Суматра та в Малайзії.

## Історія

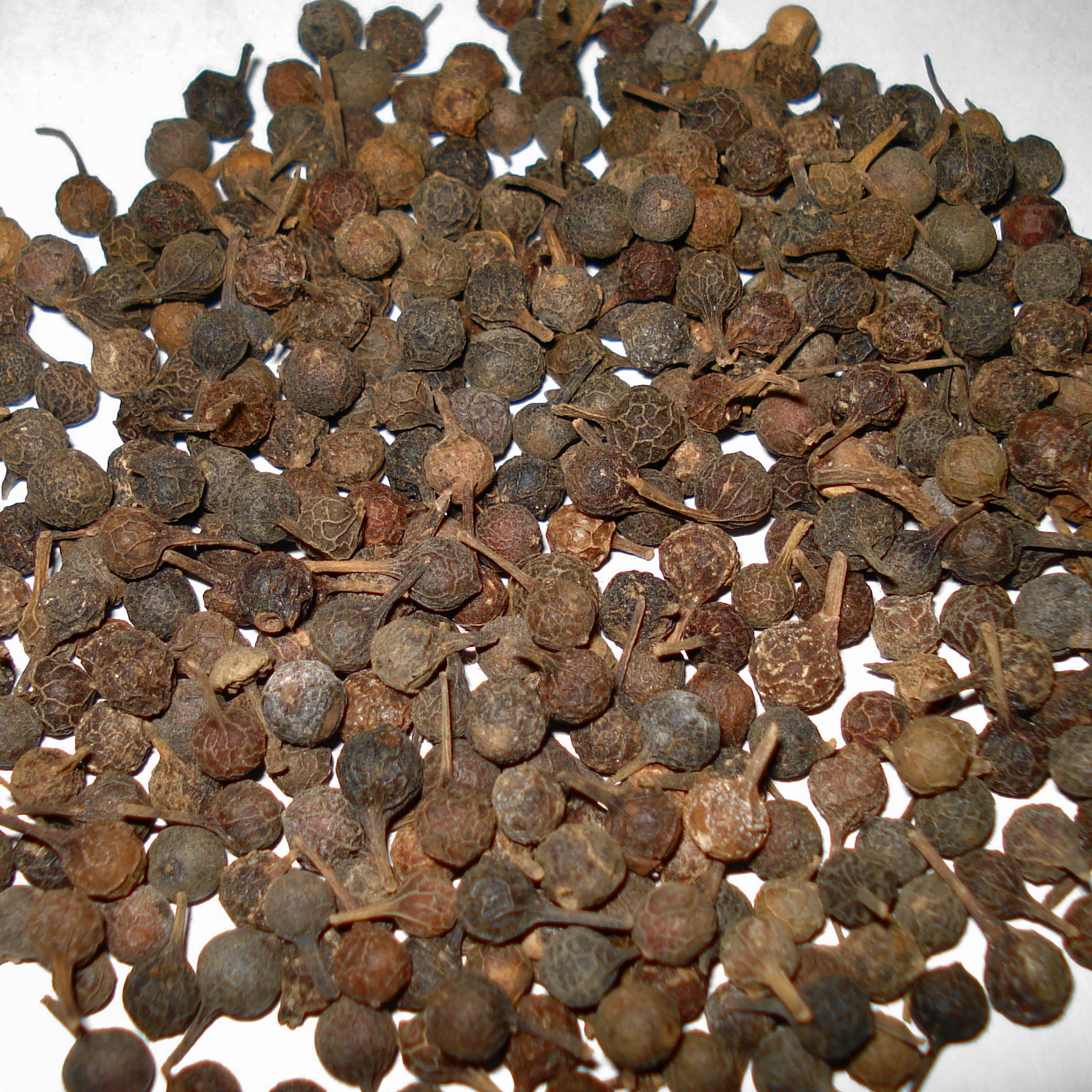
Зерна перця кубеба

Кубеба здавна культивувалася на острові Ява, звідки її вивозили до Індії, а через її посередництво — до Близького Сходу і Середземномор'я. В Індії кубебу використовували здебільшого у народній медицині. У IV столітті до н. е., під назвою komakon її згадував Теофраст — разом із корицею її застосовували як інгредієнт в ароматичних кондитерських виробах.
Під час династії Тан кубеба потрапила до Китаю, де її називали запозиченим з санскриту іменем «віленга» або «віданга». Китайські лікарі використовували кубебу для відновлення апетиту, щоб зробити темнішим волосся, виготовляли з нього парфуми. Попит був таким високим, що індійці навіть іменували її «китайським перцем». Немає, однак, жодних доказів того, що кубеба використовувався у Китаї як приправа.
З VII ст. монополія на торгівлю кубебою належала суматранський державі Шривіджая, а потім ненадовго перейшла до індійської династії Чолів.
Книга «Тисяча і однієї ночі» згадує кубебу як засіб від безпліддя у арабів, які називали його kabāba (كبابة) або індійською пряністю. В арабській кухні кубебу почали використовувати з X століття.
Про кубебу поряд з іншими цінними спеціями розповідав в описі своїх подорожей Марко Поло. У XIV столітті перець Кубеба окрім як приправу, використовували також, ймовірно, і як афродизіак.
До XIX ст. перець кубеба був досить популярний у Європі, але згодом він втратив свої позиції на користь чорного, духмяного або червоного перців. Зараз він найширше використовується у себе на батьківщині — Яві та Суматрі. Тут його також використовують для лікування хвороб, пов'язаних із сечовипусканням.

## Вирощування
Перець кубеба вирощують на деревах, за його допомогою затінюють плантації інших культур, захищаючи їх від тропічного сонця. Перець кубеба збирають ще до повного дозрівання плодів та висушують. Після цього поверхня плодів перцю стає зморшкуватою.